# Eleutherobia duriuscula
Eleutherobia duriuscula är en korallart som först beskrevs av Thomson och Dean 1931.  Eleutherobia duriuscula ingår i släktet Eleutherobia och familjen läderkoraller. Inga underarter finns listade i Catalogue of Life.